# Nieuw humanisme
Het nieuw humanisme is een door de Argentijn Mario Rodríguez Cobos, vooral bekend onder de naam Silo, ontwikkelde spirituele syncretistische levensbeschouwing.
Het nieuw humanisme presenteert zich als filosofie en heeft een zestal basisuitgangspunten:
- streven naar de verheffing van de mens
- gelijkheid van alle mensen
- erkenning van de individuele en culturele diversiteit
- ontwikkeling van de kennis, onafhankelijk van het als absolute waarheid erkende
- bevestiging van de vrijheid voor ideeën en religieuze overtuigingen
- afwijzen van geweld

oftewel streven naar vrijheid waarin geen geweld voorkomt.
Aanhangers van het Nieuw Humanisme worden verondersteld zich te organiseren in de Humanistische Beweging of aanverwante organisaties zoals de Humanistische Partij. Het nieuw humanisme spoort aan tot maatschappelijk engagement en verspreiding van Silo's boodschap van het nieuw humanisme. De ideeën en geschriften van de spirituele leider Silo zijn de belangrijkste leidraad voor aanhangers van de beweging. Hiertoe hoort de beoefening van de "Geleide Ervaringen", een serie meditatieve ceremonies. Aanhangers van de beweging organiseren zich in de Humanistische Beweging en aanverwante structuren.
Volgens de Duitse religioloog Friedrich-Wilhelm Haack wordt het gedachtegoed van het nieuw humanisme gekenmerkt door bouwstenen uit de Oosterse filosofie, de kabbalistiek en de theosofie.